# جيري فريمان
جيري فريمان (بالإنجليزية: Jerry Freeman)‏ هو لاعب كرة قاعدة أمريكي، ولد في 26 ديسمبر 1879 في بليسرفيل في الولايات المتحدة، وتوفي في 30 سبتمبر 1952 في لوس أنجلوس في الولايات المتحدة.

## وصلات خارجية
- جيري فريمان على موقعبيزبول رفرنس.كوم (الدوري الرئيسي) (الإنجليزية)